# 23. Bayerische Theatertage Bamberg 2005

Logo der 23. Bayerischen Theatertage 2005

Die 23. Bayerischen Theatertage fanden vom 26. Februar bis 13. März 2005 in Bamberg statt, das damit zum vierten Mal nach 1984, 1992 und 1999 Gastgeber des größten bayerischen Theaterfestivals war.

## Programm
Im Rahmen der Bayerischen Theatertage 2005 wurden etwa 40 verschiedene Produktionen von Bühnen aus ganz Bayern aufgeführt. Als Spielstätten dienten die Bühnen des E.T.A.-Hoffmann-Theaters in Bamberg: Das Große Haus und das Studio wurden für das Hauptprogramm genutzt, die Harmoniesäle waren für die Kinderaufführungen und das Rahmenprogramm in Gebrauch.